# モンブディフ
モンブディフ （Montboudif）は、フランス、オーヴェルニュ＝ローヌ＝アルプ地域圏、カンタル県のコミューン。

## 地理

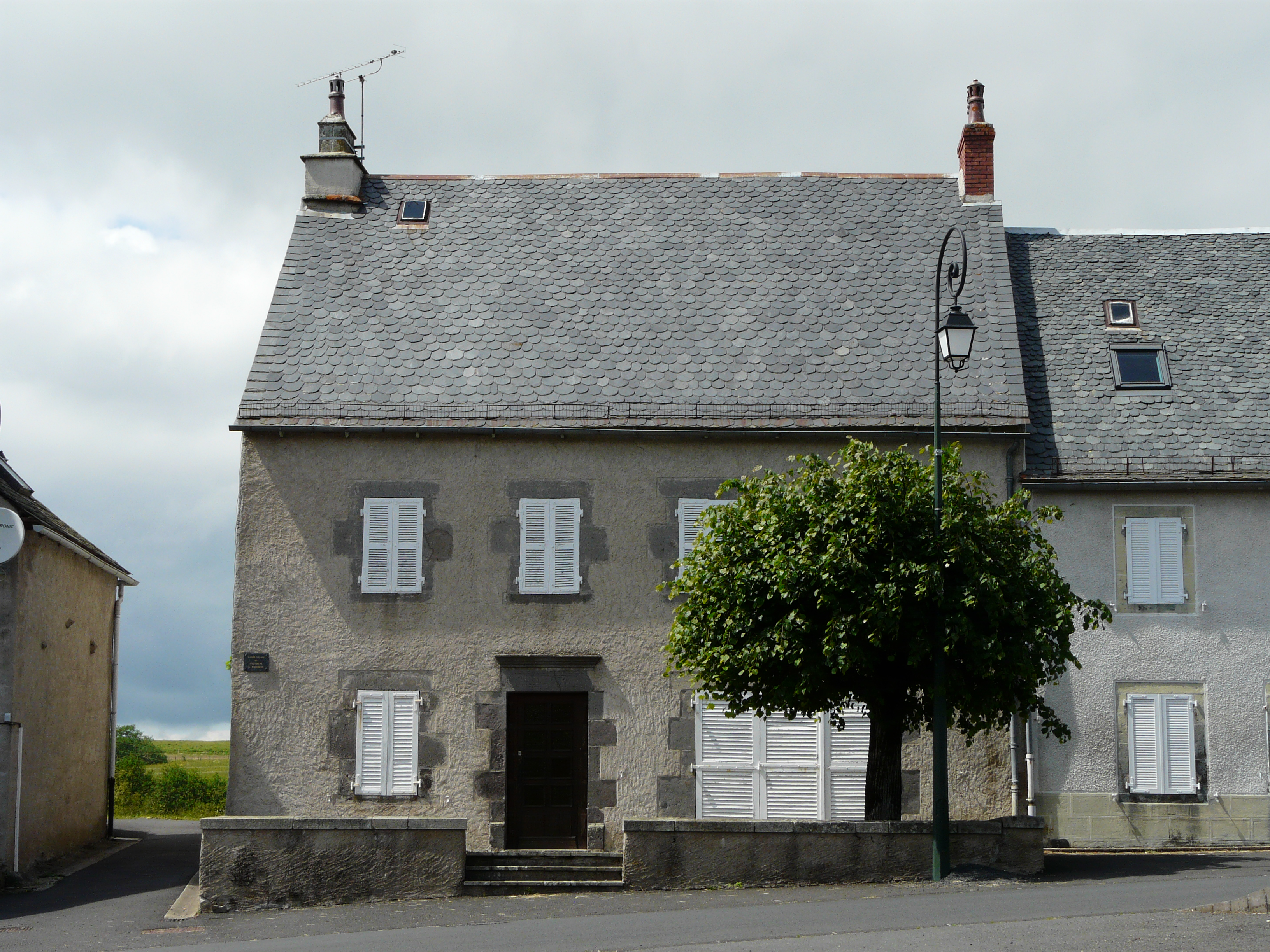
ポンピドゥーの生家

中央高地中西部に広がるアンタンス地方に属する。セザリエ山地と接し、火山性の高地が広がる。南側はルエ川、北と西はその支流であるギャバキュ川と接している。

## 歴史
モンブディフはフランス首相、フランス大統領を歴任したジョルジュ・ポンピドゥーの生誕地である。彼の祖父母はこの地で小作農をしていた。モンブディフはポンピドゥーの選挙上の本拠地ではなく、彼はロット県のカジャルクで議員職にあった。

## 人口統計
| 1962年 | 1968年 | 1975年 | 1982年 | 1990年 | 1999年 | 2006年 | 2011年 |
| ------ | ------ | ------ | ------ | ------ | ------ | ------ | ------ |
| 527    | 512    | 339    | 311    | 251    | 231    | 222    | 186    |

参照元:1999年までEHESS、2004年以降INSEE